# Nuevo México (Panama)
Pour les articles homonymes, voir Nuevo México.
Nuevo México est un corregimiento situé dans le district d'Alanje, province de Chiriquí, au Panama. En 2010, la localité comptait 2 101 habitants.